# رحبان السفلى (بعدان)

تعديل مصدري - تعديل

رحبان السفلى هي إحدى قرى عزلة الحرث بمديرية بعدان التابعة لمحافظة إب، بلغ تعداد سكانها 285 نسمة حسب تعداد اليمن لعام 2004.